# Mesoporöse Festkörper
Mesoporöse Festkörper [meso (griechisch) = dazwischen, mittig] sind nach IUPAC-Definition poröse Materialien mit Porendurchmesser zwischen 2 nm und 50 nm.
Die ersten Materialien waren Silikate der MCM-Familie (MCM-41 u. a.) und wurden Anfang der 1990er Jahre von Forschern des Mobil Oil Konzerns hergestellt (Charles T. Kresge, Abkürzung MCM für Mobil Composition of Matter).
Mesoporöse Materialien dienen als molekulare Siebe z. B. in Katalysatoren und zur Absorption bei der Abwasserbehandlung.
Klassifizierung poröser Materialien nach der Porengröße:
- mikroporös: Poren < 2 nm
- mesoporös: Poren zwischen 2 nm und 50 nm
- makroporös: Poren > 50 nm.